# Stand Up Tour
A Stand Up Tour é a primeira turnê da cantora e compositora britânica Jessie J, em suporte de seu álbum de estreia, Who You Are.

## Setlist
1. "Mamma Knows Best"
2. "Abracadabra"
3. "Stand Up"
4. "Do It Like a Dude"
5. "Big White Room"
6. "L.O.V.E"
7. "Who's Laughing Now"
8. "Rainbow"
9. "Nobody's Perfect"
10. "Who You Are"
11. "Price Tag"

Fonte:

## Datas
| Data                | Cidade     | País        | Local                    |
| ------------------- | ---------- | ----------- | ------------------------ |
| Europa              |            |             |                          |
| 31 de Março de 2011 | Glasgow    | Reino Unido | O2 Academy Glasgow       |
| 1 de Abril de 2011  | Bristol    | Reino Unido | O2 Academy Bristol       |
| 2 de Abril de 2011  | Birmingham | Reino Unido | O2 Academy Birmingham    |
| 4 de Abril de 2011  | Manchester | Reino Unido | Manchester Academy Hall  |
| 5 de Abril de 2011  | Londres    | Reino Unido | O2 Shepherds Bush Empire |
| 7 de Abril de 2011  | Dublin     | Irlanda     | Dublin City University   |
| 9 de Abril de 2011  | Belfast    | Reino Unido | Mandella Hall            |